# Vaccinium sciaphilum
Vaccinium sciaphilum är en ljungväxtart som beskrevs av Cheng Yih Wu. Vaccinium sciaphilum ingår i Blåbärssläktet, och familjen ljungväxter. Inga underarter finns listade i Catalogue of Life.